# Kū
Kū, na mitologia havaiana, é a divindade que forma, juntamente com Kane e Lono, a tríade criadora do primeiro casal humano.
Kū ou Kū-ka-ili-moku era o deus da guerra para os antigos havaianos e era feito sacrifício humano como oferenda a Kū. Nos dias atuais, Kū ainda é reverenciado por muitas famílias havaianas.

## Representação
O deus da guerra havaiano é representado em formato cúbico e angular, com a cabeça e o tronco na mesma proporção. Os braços ficam paralelo ao corpo e os joelhos levemente flexionados. O rosto possui características animalescas, narinas infladas e olhos grandes.
Na década de 1820, por chocarem os missionários cristãos que chegavam nas ilhas do Havaí, muitas representações de Kū, juntamente com as representações de Lono, foram queimadas.

## Templos
Luakini eram os templos dedicados a Kū. Para garantir a vitória no combate, sucesso na defesa ou quando surgia situações graves como a peste e a fome, sacerdotes faziam sacrifício humano para ofertar a Kū. Os Luakini só podiam ser construídos por ali'i-'ai-moku. Somente reis, importantes chefes, a nobreza e membros do sacerdócio de Kū podiam se dedicar ao templo. Esses templos geralmente eram construídos em colinas ou falésias com vista do mar e possuíam estruturas imponentes com plataformas elevadas, terraços com um ou mais níveis e eram murados ou cercados. Na área interna possuía um lananuumamao, ou 'anu'u (torre oráculo), lele (altar), hale pahu (casa dos tambores), hale mana (casa do rei), wai'ea (casa de encantamentos), hale umu (casa do forno), kipapa (pavimento de pedras para uso cerimonial) e Haku ohi'a (ídolo chefe).

## Outras invocações
- Ku-pulupulu (Ku da vegetação rasteira)[2]
- Ku-mauna (Ku da montanha)[2]
- Ku-ula ou Ku-ula-kai (Ku da abundância do mar)[2]
- Ku-nui-akea (Ku o supremo)[2]
- Ku-ka'ili-moku (Ku arrebatador de terra)[2]
- Ku-keoloewa (Ku o apoiador)[2]